# Ribeira Grande
För andra betydelser, se Ribeira Grande (olika betydelser).

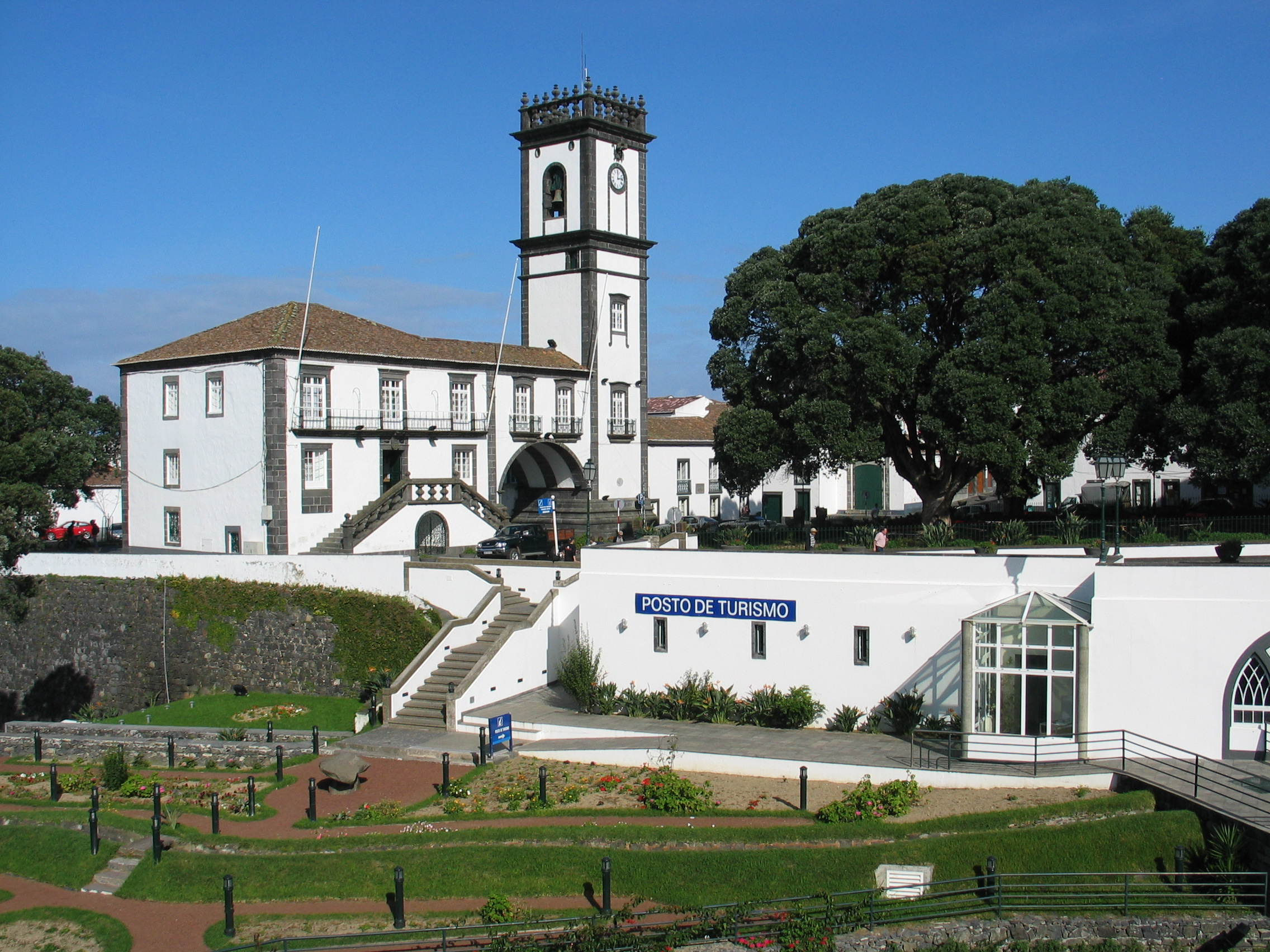
Ribeira Grande

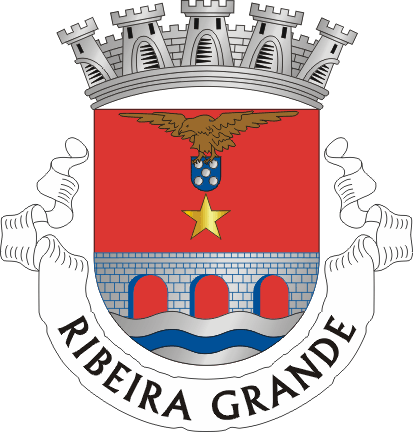
Kommunvapen för Ribeira Grande

Ribeira Grande, portugisiska för "stor flod", är en kommun och stad på den centrala delen av São Miguel i Azorerna. Den har en befolkning på 32 721 invånare (2017-12-31). Staden har en befolkning på 12 663 invånare (2011-03-12). Ribeira Grande är Azorernas näst största stad.